# Dharapadavedu
Dharapadavedu è una suddivisione dell'India, classificata come town panchayat, di 30.238 abitanti, situata nel distretto di Vellore, nello stato federato del Tamil Nadu. In base al numero di abitanti la città rientra nella classe III (da 20.000 a 49.999 persone).

## Geografia fisica
La città è situata a 12° 58' 02 N e 79° 03' 49 E.

## Società

### Evoluzione demografica
Al censimento del 2001 la popolazione di Dharapadavedu assommava a 30.238 persone, delle quali 15.033 maschi e 15.205 femmine. I bambini di età inferiore o uguale ai sei anni assommavano a 2.781, dei quali 1.421 maschi e 1.360 femmine. Infine, coloro che erano in grado di saper almeno leggere e scrivere erano 24.020, dei quali 12.731 maschi e 11.289 femmine.